# Phẫu thuật miệng - hàm mặt
Phẫu thuật miệng và hàm mặt (viết tắt theo Tiếng Anh là OMFS hoặc OMS) là một loại hình phẫu thuật chuyên về khuôn mặt, miệng và hàm. Đây là một loại hình phẫu thuật được quốc tế công nhận. OMFS là một đặc sản của nha khoa ở Bắc Mỹ, Trung Mỹ, Nam Mỹ, Úc, New Zealand, Châu Á và Scandinavia (Thụy Điển, Phần Lan, Đan Mạch, Na Uy). Ở các quốc gia như Vương quốc Anh và hầu hết châu Âu, nó được công nhận là một chuyên ngành y học và bằng cấp về y học hoặc cả bằng cấp về nha khoa và chuyên ngàng này là bắt buộc.

## Quy định về chuyên ngành
Ở một số quốc gia, phẫu thuật miệng và hàm mặt là một chuyên khoa được công nhận bởi một hiệp hội có danh tiếng, như trường hợp của Hội đồng Nha khoa Ấn Độ, Hiệp hội Nha khoa Hoa Kỳ, Cao đẳng quân y của Anh, Cao đẳng quân y của  Edinburgh, Royal College of Nha Canada, Đại học Phẫu thuật Nha khoa Hoàng gia Australasia và Hội đồng Nha khoa Liên bang Brazil (CFO).
Ở các quốc gia khác, phẫu thuật miệng và hàm mặt là một chuyên khoa tồn tại dưới các hình thức khác nhau, và công việc đôi khi được thực hiện bởi một chuyên gia có trình độ nhất định tùy thuộc vào quy định và cơ hội đào tạo của mỗi quốc gia.

## Tóm tắt
Một bác sĩ phẫu thuật miệng và hàm mặt là một bác sĩ phẫu thuật chuyên khoa trong khu vực điều trị toàn bộ khu vực sọ: khu vực giải phẫu của miệng, hàm, mặt và hộp sọ, cũng như các cấu trúc liên quan.
Tùy thuộc vào thẩm quyền, bác sĩ phẫu thuật chuyên ngành có thể yêu cầu đào tạo về nha khoa, phẫu thuật và y học nói chung; đào tạo và trình độ trong y học có thể được thực hiện tùy chọn ngay cả khi chúng không cần thiết.
Phẫu thuật miệng và hàm mặt được công nhận rộng rãi là một trong những chuyên ngành của nha khoa. Tuy nhiên, ở nhiều quốc gia, loại phẫu thuật này  là một chuyên ngành y tế đòi hỏi cả bằng cấp y khoa và nha khoa, đạt đến trình độ chuyên môn phù hợp (ví dụ như ở Fellow of Royal College of Surgeons, FRCS, UK). Tuy nhiên, tất cả các bác sĩ phẫu thuật miệng và hàm mặt phải có bằng đại học về nha khoa trước khi bắt đầu đào tạo cư trú trong phẫu thuật. Tại Hoa Kỳ, các chương trình cư trú đào tạo phẫu thuật miệng và hàm mặt có thời hạn từ bốn đến sáu năm. Các chương trình cấp bằng MD có thời hạn sáu năm.
Họ cũng có thể chọn để trải qua đào tạo thêm trong một hoặc hai năm đào tạo chuyên ngành Phẫu thuật miệng và phẫu thuật hàm mặt trong các lĩnh vực sau:
- Phẫu thuật thẩm mỹ khuôn mặt
- Phẫu thuật chấn thương sọ não
- Phẫu thuật sọ não / phẫu thuật nhi khoa/ phẫu thuật sứt môi
- Ung thư đầu và cổ  - tái tạo vi mạch
- Tái tạo hàm mặt (cải tổ vùng mặt bằng kỹ thuật tế bào gốc tiên tiến)

Sự phổ biến của phẫu thuật miệng và hàm mặt như một nghề nghiệp cho những người có bằng cấp đầu tiên là y khoa, không phải nha khoa, dường như đang gia tăng ở một số nước EU [ cần làm rõ ]. Tuy nhiên, các chương trình quỹ công đã dành cho 14 năm đào tạo là mối quan tâm lớn đối với các chính phủ. Các chương trình tích hợp đang trở nên sẵn sàng hơn cho sinh viên tốt nghiệp y khoa cho phép họ hoàn thành yêu cầu bằng cấp nha khoa trong khoảng ba năm để họ tiến tới hoàn thành đào tạo phẫu thuật miệng và hàm mặt sau đó. [2]

### Thủ tục phẫu thuật
Phương pháp điều trị có thể được thực hiện trên phức hợp craniomaxillofacial: miệng, hàm, mặt, cổ và hộp sọ, và bao gồm:
- Phẫu thuật Dentoalveolar (phẫu thuật để loại bỏ răng bị ảnh hưởng, khi quy trình nhổ răng thông thường gặpkhó khăn, nhổ răng trên bệnh nhân bị tổn thương y tế, ghép xương hoặc phẫu thuật tiền phẫu thuật để cung cấp giải phẫu tốt hơn cho việc đặt implant, làm răng giả hoặc phục hình răng khác)
- Phẫu thuật cấy ghép răng giả osseointegrated (xương hợp nhất) và cấy ghép maxillofacial để gắn chân giả sọ và máy trợ thính xương neo.
- Phẫu thuật thẩm mỹ đầu và cổ: (rhytidectomy / facelift, browlift, Blepharoplasty / Blepharoplasty châu Á, otoplasty, nâng mũi, septoplasty, má augmentation, cằm tăng thêm, genioplasty, oculoplastics, cổ hút mỡ, cấy tóc, nâng cao môi, phương pháp điều trị thẩm mỹ tiêm như botox, chất làm đầy, huyết tương giàu tiểu cầu, tế bào gốc,vỏ hóa chất, mes Liệu pháp.
- Phẫu thuật chỉnh hình, điều trị phẫu thuật / điều chỉnh biến dạng răng cũng như kiểm soát chấn thương mặt và ngưng thở khi ngủ
- Chẩn đoán và điều trị:
  - khối u lành tính (u nang, khối u, vv)
  - khối u ác tính (ung thư miệng & cổ và cổ) với (phẫu thuật cắt bỏ và tái tạo, vi phẫu)
  - u ác tính ở da (ung thư da), tái tạo môi
  - dị tật sọ não bẩm sinh như dị tật sứt môi và vòm miệng và dị tật vòm sọ như craniosynostosis, (phẫu thuật sọ não)
  -  đau mặt mãn tính
  - rối loạn khớp thái dương hàm (TMJ)
  - chứng khó đọc (đọc không chính xác), và phẫu thuật tái tạo (nghĩa đen là "cắn thẳng"), phẫu thuật chỉnh hình, tiến bộ tối đa, phẫu thuật chỉnh hình bất đối xứng trên khuôn mặt.
  - chấn thương mô mềm và cứng của vùng miệng và hàm mặt (gãy xương hàm, gãy xương má, gãy mũi, gãy LeFort, gãy xương sọ và gãy hốc mắt).

### Huấn luyện gây mê
Tại Hoa Kỳ, các bác sĩ phẫu thuật miệng và hàm mặt được yêu cầu phải trải qua một thời gian đào tạo gây mê toàn thân chuyên sâu. [ cần dẫn nguồn ] Một tháng nữa đào tạo gây mê cho trẻ em cũng được yêu cầu. [ cần dẫn nguồn ]
Hiệp hội Bác sĩ gây mê Hoa Kỳ đã công bố Tuyên bố về Nhóm Chăm sóc Gây mê trong đó chỉ định nhân viên gây mê và bác sĩ gây mê là bác sĩ gây mê, nghiên cứu gây mê, trợ lý gây mê, bác sĩ phẫu thuật gây mê. [3]

## Tại Úc, New Zealand và Bắc Mỹ
Phẫu thuật răng miệng và hàm mặt là một trong chín chuyên khoa nha khoa được Hiệp hội Nha khoa Hoa Kỳ, Đại học Nha khoa Hoàng gia Canada và Đại học Phẫu thuật Hoàng gia Australasian công nhận. Phẫu thuật miệng và hàm mặt đòi hỏi chuyên môn với từ bốn đến sáu năm đào tạo đại học chính quy sau khi học nha khoa (ví dụ như DDS, BDent, DMD hoặc BDS).
Tại Hoa Kỳ, các chương trình cư trú bốn năm cấp chứng chỉ đào tạo chuyên khoa về phẫu thuật miệng và hàm mặt. Các chương trình cư trú sáu năm cấp chứng chỉ chuyên khoa ngoài bằng cấp như bằng y tế (ví dụ: MD, DO, MBBS, MBChB) hoặc bằng nghiên cứu (ví dụ: MS, MSc, MPhil, MDS, MSD, MDSc, DClinDent, DSc, DMSc, Tiến sĩ). Cả bốn sinh viên tốt nghiệp năm bốn và sáu người được chỉ định là "Hội đồng đủ điều kiện" của Hoa Kỳ và những người kiếm được "Chứng nhận" là Nhà ngoại giao. Khoảng 50% chương trình đào tạo tại Mỹ và 66% [4] chương trình đào tạo của Canada là "bằng kép".
Chương trình đào tạo điển hình cho một bác sĩ phẫu thuật miệng và hàm mặt là:
- 2 năm đến 4 năm học đại học (BS, BA, hoặc bằng cấp tương đương)
- Nghiên cứu nha khoa 4 năm (DMD, BDent, DDS hoặc BDS)
- Đào tạo cư trú từ 4 năm đến 6 năm- Một số chương trình tích hợp một mức độ bổ sung như: bằng thạc sĩ (MS, MDS, MSc, MClinDent, MScDent, MDent), bằng tiến sĩ (Tiến sĩ, DMSc, DClinDent, DSc) hoặc bằng y khoa (MBBS, MD, DO, MBChB, MDCM)
- Sau khi hoàn thành khóa đào tạo phẫu thuật, hầu hết các kỳ thi chuyên khoa cuối cùng: US: "Board Certified (ABOMS)", Australia / New Zealand: FRACDS hoặc Canada: "FRCDC"
- Một số trường đại học cung cấp tư cách thành viên hoặc học bổng trong phẫu thuật miệng / hàm mặt: MOralSurg RCS, M (OMS) RCPS, FFD RCSI, FEBOS, FACOMS, FFD RCS, FAM, FCDSHK, FCMFOS (SA)
- Gần đây, cả bác sĩ phẫu thuật miệng và hàm mặt đều đủ điều kiện đơn và kép hiện cũng đang nhận được học bổng với Trường Đại học Phẫu thuật Hoa Kỳ (FACS). [5]
- Tổng thời gian trung bình sau khi học cấp hai: 12 -14 năm

Ngoài ra, sinh viên tốt nghiệp chương trình đào tạo phẫu thuật miệng và hàm mặt có thể theo đuổi học bổng, thường dài từ 1 năm-2 năm, trong các lĩnh vực sau:
- Ung thư đầu và cổ  - tái tạo vi mạch
- Phẫu thuật thẩm mỹ khuôn mặt (căng da mặt, nâng mũi, v.v.)
- Phẫu thuật sọ não và phẫu thuật hàm mặt ở trẻ em (sứt môi và sửa vòm miệng, phẫu thuật điều trị craniosynostosis, v.v.)
- Chấn thương sọ não (chấn thương mô mềm và xương ở mặt, đầu và cổ)

Tại Hoa Kỳ, các chương trình cư trú bốn năm cấp chứng chỉ đào tạo chuyên khoa về phẫu thuật miệng và hàm mặt. Các chương trình cư trú sáu năm cấp chứng chỉ chuyên khoa ngoài bằng cấp như bằng y tế (ví dụ: MD, DO, MBBS, MBChB) hoặc bằng nghiên cứu (ví dụ: MS, MSc, MPhil, MDS, MSD, MDSc, DClinDent, DSc, DMSc, Tiến sĩ). Cả bốn sinh viên tốt nghiệp năm bốn và sáu người được chỉ định là "Hội đồng đủ điều kiện" của Hoa Kỳ và những người kiếm được "Chứng nhận" là Nhà ngoại giao. Khoảng 50% các chương trình đào tạo ở Mỹ và 66%  chương trình đào tạo của Canada là "bằng kép".